# 毛克科什霍吉考
毛克科什霍吉考，是匈牙利包尔绍德-奥包乌伊-曾普伦州所辖的一个村。总面积10.41平方公里，总人口897，人口密度86.2人/平方公里（2011年1月1日）。